# Bivetiella
Bivetiella là một chi ốc biển, là động vật thân mềm chân bụng sống ở biển trong họ Cancellariidae.

## Các loài
Các loài trong chi Bivetiella gồm có:
- Bivetiella cancellata (Linnaeus, 1767)[2]
- Bivetiella similis (Sowerby G.B. I, 1833)[3]